# Afonso Pena
Afonso Augusto Moreira Pena (Santa Barbara (Minas Gerais), 30 november 1847 – Rio de Janeiro, 14 juni 1909) was een Braziliaans politicus en president van 1906 tot zijn overlijden in 1909. Voor zijn politieke carrière was hij advocaat.
Hij begon zijn politieke carrière in 1874 als parlementslid. In de daaropvolgende jaren nam hij verschillende ministerposten op zich: Marine (1882), Oorlog (1882 en 1884) Landbouw en Transport (1883-1884) en Justitie (1885). Na het uitroepen van de republiek werd hij gouverneur van Minas Gerais tussen 1892 en 1894. Tijdens zijn ambstermijn werd Belo Horizonte de hoofdstad van de staat, in plaats van Ouro Preto. In 1894 deed hij een eerste gooi naar het presidentschap, maar hij verloor ruim van Prudente de Morais.
In 1902 werd hij vicepresident onder Francisco de Paula Rodrigues Alves. Vier jaar later werd hij zelf president, maar hij kon zijn ambtstermijn niet afmaken. In 1909 overleed hij, enkele dagen na zijn zoon.
Pena was de eerste Braziliaanse president die wilde ingrijpen in de koffiesector. De federale overheid begon de overproductie zelf op te kopen om zo de hoge prijs op de internationale markt in stand te houden. Hij was ook een voorstander van het uitbreiden van de spoorweginfrastructuur. Hij liet het leger reorganiseren door Hermes da Fonseca, de latere 8e president van Brazilië. Tot slot steunde hij ook ontdekkingstochten in het Amazonewoud, onder leiding van Candido Rondon.
Op 13 februari 2009 zijn de stoffelijke resten van Afonso Pena gearriveerd in zijn geboortestad Santa Bárbara en geplaatst in een grafmonument naast het museum "Memorial Affonso Penna". Hij was eerder begraven op de begraafplaats van São João Batista in Rio de Janeiro.
Deodoro da Fonseca ·
Peixoto ·
Morais ·
Campos Sales ·
Alves ·
Pena ·
Peçanha ·
Fonseca ·
Brás ·
Alves ·
Moreira ·
Pessoa ·
Bernardes ·
Luís ·
Prestes ·
(Junta van 1930) ·
Vargas ·
Linhares ·
Gaspar Dutra ·
Vargas ·
Café Filho ·
Luz ·
Ramos ·
Kubitschek ·
Quadros ·
Ranieri Mazzilli ·
Goulart ·
Ranieri Mazzilli ·
Castelo Branco ·
Costa e Silva ·
(Junta van 1969) ·
Garrastazu Médici ·
Geisel ·
Figueiredo ·
Neves ·
Sarney ·
Collor ·
Franco ·
Cardoso ·
Lula da Silva ·
Rousseff ·
Temer ·
Bolsonaro ·
Lula da Silva
- Bibliothèque nationale de France: cb12066329p (data)
- Gemeinsame Normdatei: 121802741X
- International Standard Name Identifier: 0000 0000 2621 821X
- Library of Congress Control Number: n84002178
- Nederlandse Thesaurus van Auteursnamen: 073999342
- Virtual International Authority File: 13700456
- WorldCat: E39PBJgXdPf7CMwDjHQwwPYF8C